# Muhafazat al-Asima
Muhafazat al-Asima (arab. محافظة العاصمة) – jedna z 4 muhafaz w Bahrajnie. Swoim obszarem obejmuje stolicę kraju, Manamę. Od zachodu graniczy z muhafazą asz-Szimalijja, od północnego wschodu łączy się mostem z al-Muharrak, a od wschodu ma dostęp do Zatoki Perskiej. Po zmianach w podziale administracyjnym w 2014 zostało przyłączone do niej część terytorium zniesionej muhafazy al-Wusta.
Muhafizem jest Asz-Szajch Hiszam ibn Abd ar-Rahman Al Chalifa.

## Demografia
Według spisu ludności przeprowadzonego w 2018 muhafazę zamieszkiwały 561 880 osoby.